# Knyszewicze Małe
Knyszewicze Małe [knɨʂɛˈvit͡ʂɛ ˈmawɛ] est un village polonais de la gmina de Szudziałowo dans le powiat de Sokółka et dans la voïvodie de Podlachie.